# Saint-Prex
Saint-Prex is een gemeente en plaats in het Zwitserse kanton Vaud, en maakt deel uit van het district Morges. Saint-Prex telt 4591 inwoners.

## Geboren
- Catherine Colomb (1892-1965), schrijfster